# Georges Loizeau
Pour les articles homonymes, voir Loizeau.
Georges Abel Élie Loizeau, né le 10 janvier 1869 à Bréville (Charente) et mort le 3 juillet 1945 à Cognac (Charente), est un contre-amiral français.

## Biographie
En 1889, il commence par un tour du monde sur le voilier Iphigénie, puis aura deux missions de « jonction de mers ou d'océans ».
En 1893, il effectue à cheval, à travers les Andes et le centre de l'Amérique du Sud de Valparaíso à Buenos Aires, la jonction Pacifique-Atlantique. Puis en 1895, la jonction Méditerranée-Mer du Nord, de Marseille à Dunkerque par les fleuves, les rivières et les canaux.
Durant la Première Guerre mondiale il participe aux opérations de l'Escadre de la Méditerranée à Malte, en Adriatique, et aux Dardanelles. En 1916, il est capitaine de frégateet commande le cuirassé garde-côtes Requin, chargé de la protection du canal de Suez. Il est promu capitaine de vaisseau pour avoir repoussé les forces turco-allemandes.
Il est nommé officier de la Légion d'honneur le 5 mai 1919.
Il commande, à Toulon, les cuirassés Bretagne et Lorraine et est élevé au rang de contre-amiral le 30 décembre 1924.
Après sa retraite, il s'installe à Royan et se fait connaître dans la région comme conférencier et écrivain maritime. Il s'attache à démontrer le rôle capital de la marine.